# Sphaerophragmium albiziae
Sphaerophragmium albiziae är en svampart som beskrevs av Lohsomb., Kakish. & Y. Ono 1994. Sphaerophragmium albiziae ingår i släktet Sphaerophragmium och familjen Raveneliaceae.   Inga underarter finns listade i Catalogue of Life.